# 가나모리 요리토키
가나모리 요리토키(일본어: 金森頼時, 간분 9년(1669년) ~ 겐분 원년 음력 5월 23일(1736년 7월 1일))는 에도 시대 전기의 다이묘로, 히다 다카야마번 제6대 번주, 데와 가미노야마번주, 미노 구조번 초대 번주이다. 어릴적 이름은 만스케(萬助)이다. 히다 다카야마번의 5대 번주인 가나모리 요리나리의 아들로 태어났다. 관위는 종5위하, 이즈모노카미이다.

## 생애
4세가 되었을 때 가문을 계승하였고, 어릴 적에는 가나모리 지카토모가 후견인 역할을 했다. 젊을 때 술을 좋아하고 품행이 불량했다고 한다. 겐로쿠 2년(1689년)에 오쿠즈메슈(奥詰衆), 나중에는 소바요닌이 되었으나 이듬해 4월에 해임되었다. 이후 겐로쿠 5년(1692년) 7월, 가미노야마번으로 전봉되었다. 다카야마번 시절과 같은 3만 8천석 영지를 보유하였으나 실제 수확량은 줄어들었고, 연이은 흉작으로 인해 번 재정이 악화되었다. 겐로쿠 10년(1697년)에는 구조번으로 옮겨갔다. 겐로쿠 12년(1699년), 영지 내 백성들의 호소에 따라 연공 방식을 검견법(検見法)에서 정면법(定免法)으로 바꾸었다. 번 재정은 여전히 좋지 않았지만 통치는 안정적이었다.
세자였던 아들 요시히로는 쇼토쿠 3년(1713년)에 사망하였고, 교호 21년(1736년) 요리토키가 생을 마감했을때는 요시히로의 아들인 요리카네가 적손으로서 그 뒤를 이었다.

### 가미노야마 전봉후
그 후, 겐로쿠 5년(1692년) 7월, 데와 가미노야마로 전봉되었다. 이것은 막부가 히다의 삼림이나 광산의 직할 지배를 도모했기 때문이라는 설이 있다. 가미야마는 고산 시대와 같은 3만 8000여 석이었지만, 광산이나 임업에 의한 부수입이 없어 실고가 줄었고, 게다가 흉작이 계속되었기 때문에 번의 재정은 악화되었다. 가나모리씨가 들어가기 전에 막부 직할지로 되어 있었기 때문에 전임번주 도키씨(土岐氏) 시대까지의 가미노야마성(上山城)은 파괴되어 있었고 가나모리씨는 니노마루(二の丸に)에 관을 마련해 번청으로 삼았다.
겐로쿠 10년(1697년) 미노군 상으로 전봉되었다.

### 미노군 상으로
군상에서는 3만 8,900석, 내역은 군상 주변 2만 3,800석 남짓, 에치젠 오노 군내 1만 4,900석 남짓. 겐로쿠 12년(1699년) 국민의 호소에 의해 전 번주 엔도씨(遠藤氏) 대부터의 연공 추심을 검견법에서 정면법으로 고쳤다. 군상 전봉 후에도 재정난에 시달렸지만, 치세적으로는 안정되어 있었다.
겐분 원년에 순절했다. 향년 68세. 적자 가관을 여의고 손자 요리카네가 뒤를 이었다.
| 전임 가나모리 요리나리 | 제6대 히다 다카야마번 번주 1672년 ~ 1692년 | 후임 막부령 |

| 전임 도키 요리타카 | 가미노야마번 번주 (가나모리 가문) 1692년 ~ 1697년 | 후임 마쓰다이라 노부미치 |

| 전임 이노우에 마사미네 | 제1대 구조번 (하치만번) 번주 (가나모리 가문) 1697년 ~ 1736년 | 후임 가나모리 요리카네 |

| 전임 야나기사와 야스아키 | 에도 막부 소바요닌 1812년 ~ 1818년 | 후임 소마 마사타네 |